# Adres prywatny
Adres prywatny – adres IP przydzielany urządzeniom przyłączonym do sieci lokalnej (LAN). Używanie adresów prywatnych w sieci lokalnej jest kluczowe, ponieważ używając adresu publicznego można przesłonić część adresów w Internecie. Adresy IP są również unikalne, więc nie można w ten sposób doprowadzić do konfliktu adresów IP. Prywatne adresy IP nie są routowalne w Internecie, tzn. gdy routery wykryją przychodzący pakiet z prywatnym adresem IP, odrzucą go.
Aby móc uzyskać dostęp do internetu z prywatnych adresów IP, potrzebny jest NAT.

## IPv4
Na żądanie IETF, IANA zarezerwowała niektóre pule adresów do użytkowania prywatnego i opublikowała je w RFC 1918 ↓:
| Adres sieci | Maska sieci            | Dostępne adresy               | Liczba adresów IP | Adres rozgłoszeniowy |
| ----------- | ---------------------- | ----------------------------- | ----------------- | -------------------- |
| 10.0.0.0    | 255.0.0.0 (8 bitów)    | 10.0.0.1 – 10.255.255.254     | 256 ³ – 2         | 10.255.255.255       |
| 172.16.0.0  | 255.240.0.0 (12 bitów) | 172.16.0.1 – 172.31.255.254   | 16*256² – 2       | 172.31.255.255       |
| 192.168.0.0 | 255.255.0.0 (16 bitów) | 192.168.0.1 – 192.168.255.254 | 256² – 2          | 192.168.255.255      |

W ramach sieci wewnętrznej można tworzyć podsieci. Przykładowo w sieci o adresie 192.168.0.0/16 można, stosując 24-bitową maskę, stworzyć 256 podsieci o adresach 192.168.0.0/24, 192.168.1.0/24, ..., 192.168.255.0/24. W każdej z tych podsieci do dyspozycji będzie 256 adresów.
Trzeba również pamiętać, że do danej podsieci można podłączyć N-2 interfejsów (np. komputerów), gdzie N to liczba możliwych adresów w sieci. Dzieje się tak, ponieważ pierwszy adres (przykładowo 192.168.0.0/16) to adres sieci, a ostatni (192.168.255.255/16) to adres rozgłoszeniowy tej sieci.